# 金ケ崎マラソン
金ケ崎マラソン（かねがさきマラソン）は、岩手県胆沢郡金ケ崎町で開催されているマラソン大会。

## 概要・歴史
江崎マラソン
第1回から第3回大会までは、江崎マラソン（えざきマラソン）と呼ばれていた。
第1回大会は、1983年（昭和58年）6月12日に開催。
金ケ崎町と江刺市（現奥州市）を結ぶ「江崎大橋（えざきおおはし）」の完成がきっかけで開催するようになる。
その橋名から大会名を付けた。
マラソンコースが金ケ崎町と江刺市にまたがっていた。
金ケ崎マラソン
運営上の都合で、1986年（昭和61年）の第4回大会に金ケ崎町文化体育館を発着点とする町内周遊コースに変更。
同時に以降は、名称を現在の金ケ崎マラソンに変更。
1994年（平成6年）より、現在の森山総合公園を発着点とするコースに変更された。

## 日程
毎年6月の第1日曜日に開催される。

## 種目
- 3km
- 5km
- 10km
- ハーフマラソン
  - 日本陸連公認コース

## 組織
実行委員会形式で運営（金ケ崎マラソン実行委員会）し、同町の文化体育館内に事務所が置かれている。